# Lune di Giove nella fantascienza

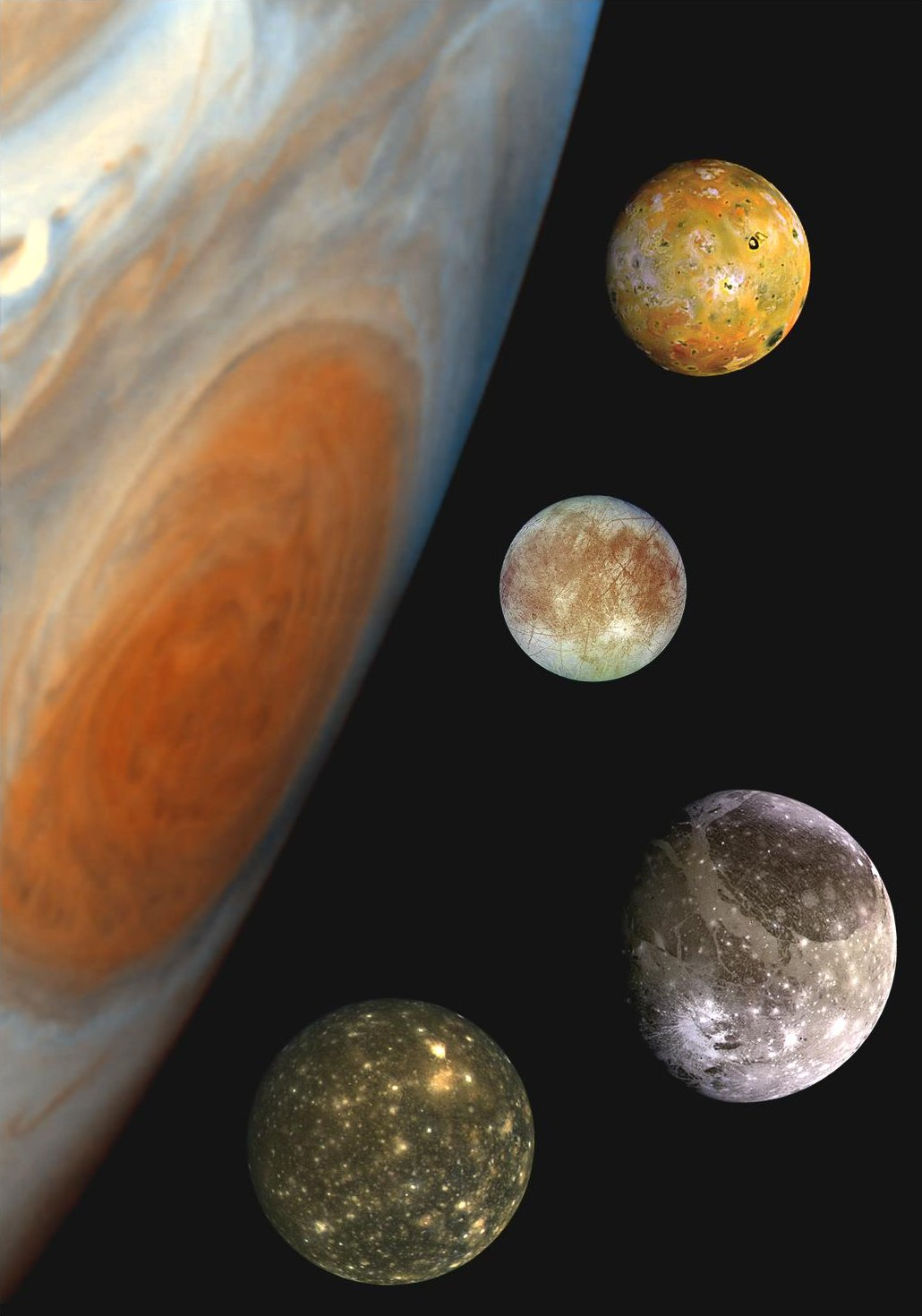
Le lune galileiane di Giove

Il sistema di satelliti naturali di Giove - in particolare le quattro maggiori lune galileiane (Io, Europa, Ganimede e Callisto) è stato utilizzato frequentemente come ambientazione per le storie di fantascienza.

## Sistema dei satelliti
Alcune citazioni nelle opere di fantasia si focalizzano su più di una luna, o non si riferiscono ad una luna specifica.

### Letteratura
- Ne Il millennio dell'antimateria (Seetee Ship, 1942, e Seetee Shock, 1950) di Jack Williamson, le lune di Giove sono colonizzate dall'Unione Sovietica, che vi trasferisce il proprio governo dopo che gli Stati Uniti hanno costruito una base nucleare sulla Luna, che permette agli americani di dominare l'intera Terra. Il Soviet Gioviano è una delle principali potenze che si contendono il controllo delle ricchezze minerarie della fascia degli asteroidi.
- Il racconto di Arthur C. Clarke Giove Quinto (Jupiter Five, 1953) vede svolgersi la maggior parte dell'azione nel sistema di Giove. Clarke inoltre si concentra fortemente sul sistema nella sua serie sull'Odissea nello spazio.
- I romanzi di Kim Stanley Robinson, tra cui The Memory of Whiteness (1985), Il verde di Marte (1993) e Blue Mars (1996) raffigurano numerose idee per la futuro colonizzazione di Giove, sebbene essi si concentrano più sulle lune che sul pianeta stesso.
- I romanzi Ilium / Olympos (2003, 2006) di Dan Simmons raffigurano numerosi organismi biomeccanici, chiamati moravec, che abitano sopra la lune galileiane e nella fascia asteroidale.
- In Art Mumby e i pirati dell'eternave (Larklight, 2006), romanzo per ragazzi di Philip Reeve, le lune di Giove sono state colonizzate dall'impero britannico e ne sono il più lontano avamposto. Millenni fa hanno combattuto tra di loro per il controllo dei satelliti, fino a quando una spora prodotta dal re di Chumbley venne soffiata verso di loro, rendendoli tutti pacifici.
- Jupiter Magazine, una rivista di fantascienza quadrimestrale pubblicata in Gran Bretagna dal luglio 2003 da Ian Redman, intitola ognuno dei suoi numeri a uno dei satelliti di Giove, con il numero tradizionale della luna corrispondente al numero della rivista.
- La serie di romanzi Expanse di James S. A. Corey per lo più si svolge nelle lune di Giove o nei pressi, in particolare su Ganimede, Europa e Io.

### Film e televisione
- Nel film Atmosfera zero (1981) si parla di una colonia mineraria sul satellite gioviano di Io, sebbene sia un mondo ghiacciato più simile alle altre lune, come Europa.
- Nell'anime Cowboy Bebop (1998), vari episodi si svolgono sulle lune di Giove. In Mushroom Samba l'equipaggio mentre è in viaggio verso Europa è costretto ad atterrare su Io. L'episodio in due parti Jupiter Jazz si svolge su Callisto, mentre Ganymede Elegy ha ovviamente luogo su Ganimede. Vi sono anche vari riferimento a Titano in tutta la serie e in Cowboy Bebop - Il film.
- Il film 2010 - L'anno del contatto coinvolge Io ed Europa.
- La serie TV canadese Starhunter spesso ha utilizzato il sistema di Giove come sfondo per l'azione, tra cui una metropoli su Io chiamata Syn City e una stazione spaziale chiamata Clarke Station (presumibilmente un omaggio ad Arthur C. Clarke). Varie altre lune sono menzionate, tra cui una prigione su Ganimede.
- La serie televisiva di fantascienza britannica Red Dwarf cita le lune Ganimede e Titano nelle prime due serie. Casualmente, la nave Red Dwarf è parte della Compagnia Mineraria di Giove.

### Giochi
- In The Lost Episodes of Doom, un expansion pack non ufficiale per il videogioco Doom, i tre episodi si svolgono su Io, Callisto e sulla Grande Macchia Rossa (che si rivela in realtà una porta per l'inferno).

## Io
Io è il più vicino dei satelliti galileiani di Giove ed ha quasi le stesse dimensioni della Luna terrestre. A causa della sua posizione, è oggetto di costante flessione delle maree e delle radiazioni dure dal campo magnetico di Giove. Dal 1979 è stato anche conosciuto per il suo abbondante vulcanismo.

### Letteratura
- Nel racconto La luna pazza (The Mad Moon, 1935) di Stanley G. Weinbaum, vi sono insediamenti umani ai poli di Io, che ha un clima tropicale grazie al calore irradiato da Giove. Il pianeta è abitato da umanoidi con lunghi colli, non molto intelligenti ma che costituivano una grande civiltà in passato, e da esseri intelligenti e poco socievoli simili a topi.
- Nel romanzo di Isaac Asimov Lucky Starr e le lune di Giove (Lucky Starr and the Moons of Jupiter, 1957), una parte consistente dell'azione si svolge su Io, che è la meta designata di una nave sperimentale dotata di un nuovo motore antigravitazionale. Il satellite viene mostrato con una atmosfera sottile, ma non assente (trasmette deboli suoni), e dotato di banchi di neve di ammoniaca che, fondendosi, generano veri e propri ruscelli.
- Nel romanzo di Arthur C. Clarke 2010: Odissea due (2010: Odyssey Two, 1982) e nei suoi seguiti, Io è uno dei tre satelliti galileiani che vengono donati all'umanità. Tuttavia, la vicinanza alla nuova stella creata dal collasso di Giove e il suo naturale vulcanismo lo rendono troppo caldo per essere abitato, ed è visitato unicamente da robot.
- In La pulsazione della macchina (The Very Pulse of the Machine, 1998), racconto di Michael Swanwick vincitore del Premio Hugo, viene mostrato il panorama vulcanico e solforoso di Io, come pure il potente flusso elettrico tra Io e Giove.
- Nel romanzo Ilium (2003) di Dan Simmons, il flusso magnetico di Io è usato per iper-accelerare un'astronave attraverso il sistema solare. Il satellite è anche la residenza di un moravec chiamato Orphu.

### Cinema e televisione
- Il film Atmosfera zero (Outland, 1981), diretto da Peter Hyams ed interpretato da Sean Connery, si svolge in una città mineraria su Io, qui un mondo sì inospitale ma roccioso, ricco di titanio e con un'atmosfera che causa una sanguinolenta morte per decompressione a chi viene esposto a essa. Il soggetto fu scritto probabilmente prima delle scoperte delle sonde Voyager.
- Space Truckers (1996), diretto da Stuart Gordon, mostra il protagonista raggiungere una stazione spaziale ai pressi di Giove, e si intravede Io con delle luci sul lato oscuro, che implicano la presenza di colonie sulla luna.
- Io (2019), una produzione Netflix, è ambientata in un futuro post-apocalittico in cui la maggior parte della popolazione terrestre si è trasferita in una stazione spaziale in orbita su Io, dal quale ricavano energia vulcanica per alimentare una flotta di spedizione verso una nuova casa a Proxima b.
- Visitors (V: The Series, 1984–1985), serie televisiva della NBC. Io rimane distrutto (vaporizzato) dalla più potente arma singola posseduta dai Vistors da Sirio, il Cannone a particelle Triax (Particle Beam Triax).
- Five Faces of Darkness, episodio della serie tv a cartoni animati Transformers. Gli Autobot Blurr e Wheelie finiscono incagliati su Io, dopo un attacco di Decepticon.
- Red Dwarf (1988–1999), commedia televisiva. Il personaggio Arnold Rimmer è nato e cresciuto su Io.
- Exosquad (1993–1995),  serie televisiva animata. Io è la base principale delle operazioni dell'Exofleet delle attività dopo la conquista dei mondi natale da parte dei Neosapien ed è la scena di numerose battaglie critiche nella guerra Neosapien-terrestri della seconda stagione.
- Babylon 5 (1993–1999), serie televisiva. Io è la patria di una colonia dell'Alleanza Terrestre, secondo per grandezza solo alla colonia su Marte. Il portale del sistema di Sol è stazionato in orbita attorno ad Io insieme ad una base stellare di Classe Orione per fungere da stazione di trasferimento per tutti i veicoli spaziali che entrano o escono dal sistema. C'è anche una colonia di ricerca su Ganimede e una "miniera di ghiaccio", che viene indicato come "una vera e propria fogna di criminali" su Europa.
- Escape from Jupiter (1994), serie televisiva australiana della ABC. I coloni in una colonia mineraria su Io devono evacuare la stazione spaziale orbitante KL5 quando il nucleo della luna si destabilizza.
- Nell'anime Cowboy Bebop (1998), vari episodi sono ambientati nelle lune di Giove. In uno di essi l'equipaggio del Bebop, sebbene diretto verso Europa, a causa di un incidente di percorso si ritrova ad atterrare su Io. A seguito della colonizzazione, il paesaggio di Io ha assunto l'aspetto di un deserto dell'Arizona, con formazioni rocciose simili al Monument Valley.
- Space Odyssey: Voyage to the Planets (2005), docudramma della BBC su una ipotetica missione umana verso vari punti del sistema solare. Un astronauta atterra su Io per raccogliere campioni di rocce. A causa del rischio di radiazioni e della stanchezza dell'astronauta, l'attività extraveicolare su Io viene interrotta e gli esemplari vengono presto abbandonati.
- Heroic Age (2007), anime. Giove viene distrutto quando un cannone ad alta energia viene usato per buttare Io fuori dall'orbita. Si precipita nell'atmosfera accendendola e l'intervento delle flotte Silver e Bronze porta ad una esplosione catastrofica.
- La puntata "La Pulsazione della Macchina" (The Very Pulse of the Machine, 2022) della serie antologica animata Love, Death & Robots si concentra su un'astronauta sperduta sulla superficie di Io a seguito di un incidente.

## Europa

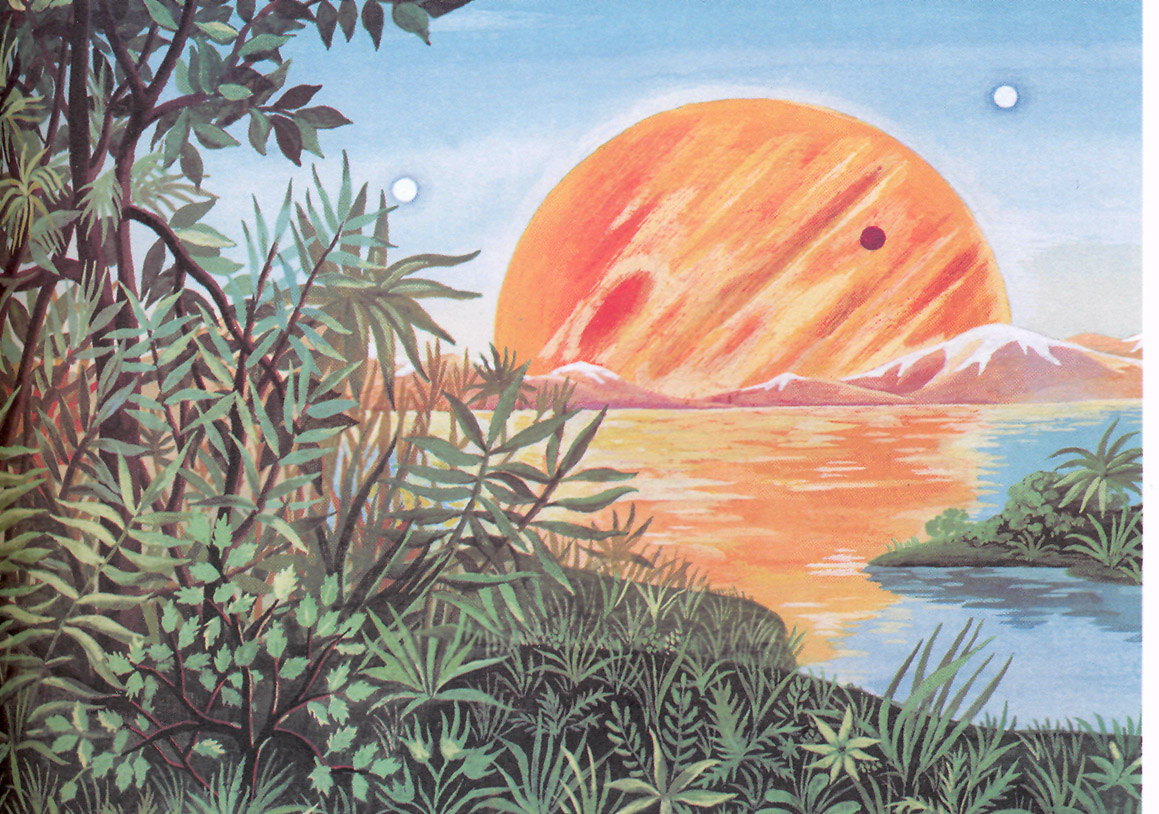
Vista di Europa da un libro di Camille Flammarion del 1903.

L'interesse della fantascienza per Europa si è intensificato in seguito alle missioni Voyager, che hanno rivelato che il satellite potrebbe avere un oceano liquido sotto la crosta di ghiaccio che lo ricopre. La probabile presenza di oceani d'acqua lo ha reso un luogo privilegiato per la moderna fantascienza sulla vita extraterrestre nel sistema solare.
- Europa gioca un ruolo fondamentale del libro e nell'omonimo film 2010: Odissea due, di Arthur C. Clarke, e nel prosieguo della saga. Il pianeta ospita forme di vita primitive che ne popolano gli abissi oceanici; alieni ultra-avanzati trasformano Giove in una piccola stella per accelerarne l'evoluzione.
- Nel romanzo L'ultimatum di Greg Bear (1987), Europa viene completamente distrutto da alieni che ne utilizzano i resti ghiacciati per terraformare altri pianeti.
- Creature provenienti da Europa sono protagoniste del romanzo di fantascienza Ilium di Dan Simmons (2003).
- Nel romanzo La matrice spezzata di Bruce Sterling (1985), Europa è abitata da esseri oltreumani geneticamente modificati.
- Nel videogioco Infantry, il sottosuolo di Europa ospita enormi metropoli.
- Nel fumetto steampunk Les Fantômes de Neptune (2015) di Valp, un gruppo di archeologi scopre un relitto di un'antica civiltà aliena su Europa.

## Ganimede
Ganimede è il terzo dei satelliti galileiani di Giove. È la più grande luna del sistema solare, più grande del pianeta Mercurio, quasi il 52% più grande del diametro della Luna e con due volte la sua massa. È il 77% del diametro di Marte. Le dimensioni di Ganimede lo hanno reso una ambientazione popolare per primi autori di fantascienza alla ricerca di luoghi al di là di Marte che potessero essere abitabili dagli esseri umani. In realtà Ganimede è un freddo mondo congelato e pieno di crateri, con una atmosfera infinitamente sottile.

### Letteratura
- Il romanzo Auf Zwei Planeten, di Kurd Laßwitz (1897), racconta di una benevolente razza aliena proveniente da Ganimede che decide di collaborare con l'umanità.
- Il racconto Le doppie menti (1937) fa parte della serie di Penton e Blake scritta da John W. Campbell. In esso, Ganimede è abitato e si trova sotto il controllo politico degli Shaloor, ganimediani che hanno aumentato la loro intelligenza imparando a far lavorare insieme i due emisferi cerebrali.
- In Natale su Ganimede (1940), racconto umoristico di Isaac Asimov, una ditta terrestre su Ganimede che fa uso di manodopera locale deve accontentare gli operai indigeni che, conosciuta la leggenda di Babbo Natale, minacciano uno sciopero se non riceveranno una sua visita.
- I racconti brevi La faccia di Orloff (1941) e Vittoria involontaria (1942) di Isaac Asimov raccontano di un conflitto fra gli esseri umani che hanno colonizzato Ganimede e gli abitanti di Giove.
- Il romanzo Pionieri dello spazio (Farmer in the Sky, 1950) di Robert Heinlein racconta la terraformazione e la colonizzazione di Ganimede.
- Il racconto breve The Dancing Girl of Ganymede (1950), di Leigh Brackett, è ambientato su di un Ganimede vulcanico e ricoperto dalla giungla.
- Il primo capitolo del romanzo Il seme tra le stelle (1957), di James Blish, ha come protagonista un umano artificialmente adattato alla vita su Ganimede, con un metabolismo basato sull'ammoniaca e lo zolfo. Adattare gli umani agli ambienti da colonizzare è nel romanzo un'alternativa molto più economica alla terraformazione.
- Ganimede è citato in quasi tutte le opere di Philip K. Dick degli anni cinquanta e sessanta del Novecento, sebbene non sia mai descritto dettagliatamente.
- Il romanzo The Runaway Robot (1965) di Lester del Rey è ambientato prevalentemente su Ganimede.
- Chi c'era prima di noi (1978), di James P. Hogan, racconta del ritrovamento di una nave spaziale aliena su Ganimede.
- Nel romanzo 2061: Odissea tre di Arthur C. Clarke (1987) Ganimede viene riscaldato dalla nuova stella Lucifero ed è sede di un vasto lago equatoriale; è il centro principale della colonizzazione umana del sistema di Giove. Nel seguito 3001: Odissea finale (1997) il satellite, sottoposto a terraformazione, è l'ultima "terra di frontiera" nel Sistema Solare. Ospita il Grand Hotel Ganimede.
- Nel romanzo Una voce da Ganimede (Buddy Holly Is Alive and Well on Ganymede, 1991) di Bradley Denton, un messaggio proveniente da Ganimede interrompe le trasmissioni tv di tutto il mondo: è il cantante Buddy Holly redivivo.
- Nel romanzo La divisione Cassini (1998) di Ken MacLeod, entità post-umane utilizzano delle nanomacchine per smantellare il satellite e costruire un enorme anello abitabile attorno a Giove.

### Cinema e televisione
- Il film tedesco Operazione Ganimede (1977) racconta la storia di cinque astronauti di ritorno da una spedizione su Ganimede, che si ritrovano su di una Terra deserta e cercano di scoprire che cosa sia accaduta durante la loro permanenza nello spazio.
- Nella serie tv dei Power Rangers (1993-), Ganimede è il nascondiglio di Zordon e di una flotta di Zord.
- Ganimede è menzionato all'interno della serie di anime Cowboy Bebop (1998) come un pianeta acquatico completamente terraformato; l'oceano è sede di numerose forme di vita, mentre gli abitanti (circa sette milioni) vivono in colonie galleggianti. Il personaggio di Jet Black ha un passato da poliziotto su Ganimede e presumibilmente è nato sul satellite.
- Nella seconda stagione della serie tv The Expanse, gran parte delle vicende ruotano intorno a questa luna.

## Callisto
Callisto è il più esterno dei satelliti galileiani. Si tratta di una grande luna, solo leggermente più piccola del pianeta Mercurio. È freddo, gelato, e pesantemente craterizzato, con un'atmosfera molto tenue. Nonostante le sue dimensioni, non è stato descritto in narrativa tanto quanto gli altri satelliti galileiani.
- I cercatori d'immortalità (1937), racconto della serie di Penton e Blake di John W. Campbell, presenta un Callisto abitato da un popolo avanzato dal punto di vista scientifico, la cui industria si basa sulla biotecnologia. I callistani sono alla ricerca di berillio, assente nel loro mondo, l'unico elemento con cui potrebbero creare una forma di vita intelligente microscopica che assicuri loro l'immortalità.
- Nel racconto La minaccia di Callisto (1939), il primo pubblicato da Isaac Asimov, tutte le navi inviate sul satellite scompaiono misteriosamente, finché una missione di ricognizione non scopre che gli equipaggi precedenti sono stati uccisi dai campi magnetici emessi da vermi giganti.
- Ne Il vagabondo dello spazio, romanzo di Fredric Brown, si accenna a Callisto quale terribile colonia penale.
- Nel videogioco G-Police (1997), una colonia umana è presente su Callisto intorno al 2090.
- La puntata a due parti di Jupiter Jazz della serie Cowboy Bebop si svolge su Callisto, divenuto un desolato mondo ghiacciato e perennemente coperto di neve a seguito della colonizzazione, con una scarsa popolazione (quasi interamente maschile), e usato come rifugio per commerci illegali.
- Nel videogioco Zone of the Enders: The 2nd Runner (2003), il protagonista Dingo Egret è impegnato nella ricerca di Metatron sul satellite Callisto.
- Nella serie tv The Expanse si fa spesso riferimento all'incidente di Callisto.

## Altre lune

### Amaltea

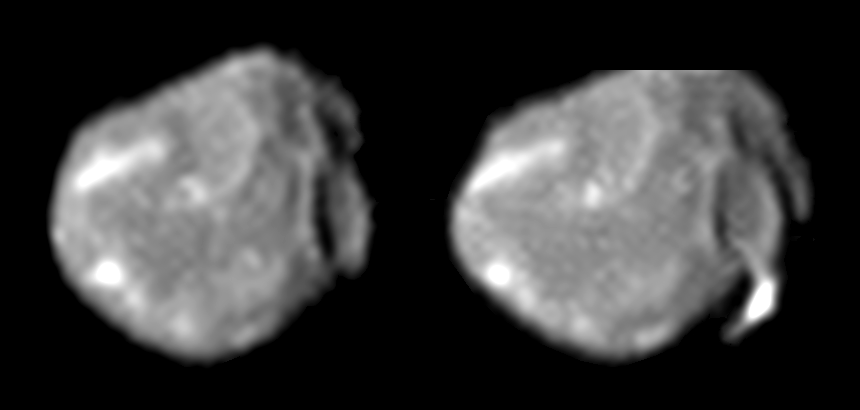
Due viste di Amaltea

Amaltea, o Giove V, è la terza luna da Giove ed è il più massiccio dei satelliti interni, che vengono collettivamente indicati proprio come gruppo di Amaltea.
- Il racconto lungo Giove Quinto (Jupiter Five, 1951) di Arthur C. Clarke è ambientato su Amaltea; la sua trama dipende dalla debole gravità della luna, ed esplora che cosa potrebbe accadere se un astronauta venisse gettato dalla sua superficie.
- La serie Cities in Flight di James Blish inizia con la storia They Shall Have Stars (1956), dove è stata stabilita una base su Giove V. Questa base è il centro delle operazioni a distanza per il Progetto Ponte su Giove.
- Put' na Amal'teyu (Путь на Альматею) è un romanzo breve di Arkadij e Boris Strugackij scritto nel 1959.
- Nella prima stesura del romanzo Odissea nello spazio il monolito gigante si trova sulla superficie di Amaltea (secondo The Lost Worlds of 2001 [1972] di Arthur C. Clarke).
- Nel videogioco sparatutto Sol-Deace, la più forte linea di difesa del cattivo nonché sesto livello è su Amaltea.
- Il quinto libro della serie Venus Prime di Paul Preuss, The Diamond Moon, e il sesto, The Shining Ones, parlano dell'esplorazione di Amaltea.
- In Advent Calendar della X-Entertainment, i cattivi Hare Winningham e Hssxxllo Usall erano imprigionati su Amaltea.
- Nella serie TV del 1980 Astro Boy, Amaltea viene distrutta da un test illegale di fuoco di un cannone ad antiprotoni, con conseguenze disastrose.

### Pasifae
Pasifae (Jupiter VIII) è usata come un'ambientazione nel romanzo di John Varley Linea calda Ophiucus (The Ophiuchi Hotline, 1977), benché ci si riferisca a essa con il suo nome pre-1975, Poseidon.

### Sinope
Sinope, o Jupiter IX, è un piccolo satellite irregolare di Giove. Dal tempo della sua scoperta nel 1914 fino alla scoperta di Megaclite nel 2000, fu la luna più esterna tra quelle conosciute di Giove. Rimane la più lontana dal pianeta con un diametro maggiore di 10 km.
- Nel romanzo di Isaac Asimov del 1957 Lucky Starr e le lune di Giove (Lucky Starr and the Moons of Jupiter), su "Jupiter Nine" si trova un'astronave dal progetto sperimentale. Asimov chiama erroneamente la luna "Adrastea", ad ogni modo nel 1957 non aveva un nome ufficiale ed era soprannominata non ufficialmente "Hades", mentre "Adrastea" era usato non ufficialmente per Jupiter XII (ora chiamata Ananke). La confusione di Asimov potrebbe essere derivata dal fatto che, delle lune note negli anni cinquanta, Jupiter IX era la dodicesima più distante da Giove, e Jupiter XII era la nona. Ad aumentare la confusione, Adrastea è ora usato come nome per un satellite interno di Giove che non fu scoperto prima del 1979.
- In Exosquad (1993–1995), Sinope era la sede della super-arma segreta dei Neosapiens, Fusion Pulse Cannon. Dopo che il cannone è stato distrutto dai Terran, Sinope viene spazzata via dall'esplosione degli asteroidi, cessando di esistere.

### Altre
- In Planet Comics n.29 è rappresentata una immaginaria piccola luna di Giove, Pan.Pan è,inoltre, anche il nome di una luna di Saturno ed il nome precedentemente dato alla luna di Giove Carme
- Nel b-movie Fire Maidens from Outer Space (1956), è rappresentata una missione spaziale verso la "tredicesima luna di Giove". Ciò non può essere riferito alla luna ora numerata Jupiter XIII (Leda), dato che non fu scoperta prima del 1974, molto tempo prima della produzione del film.
- Nel romanzo fantascientifico per ragazzi del 2013 Starstruck di Brenda Hiatt, Rigel impressiona Marsha con un telescopio che mostra chiaramente Leda. Rigel è a sua volta impressionato che Marsha sappia così tanto dell'oscura luna di Giove, da includere che non fu scoperta prima del 1974.